# Melbournes spårväg

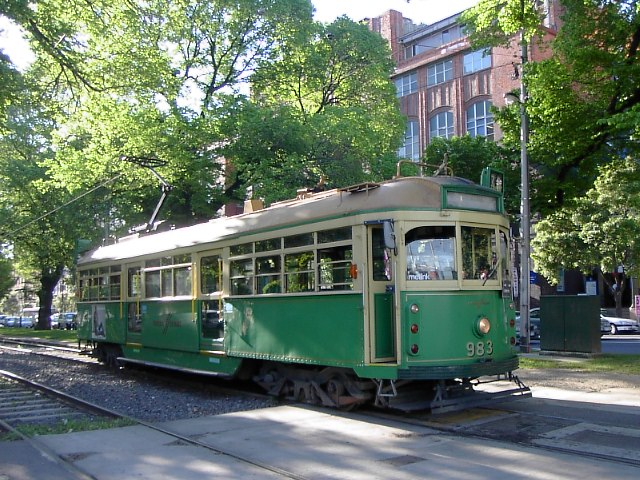
Spårvagn vid St Vincent's Plaza.

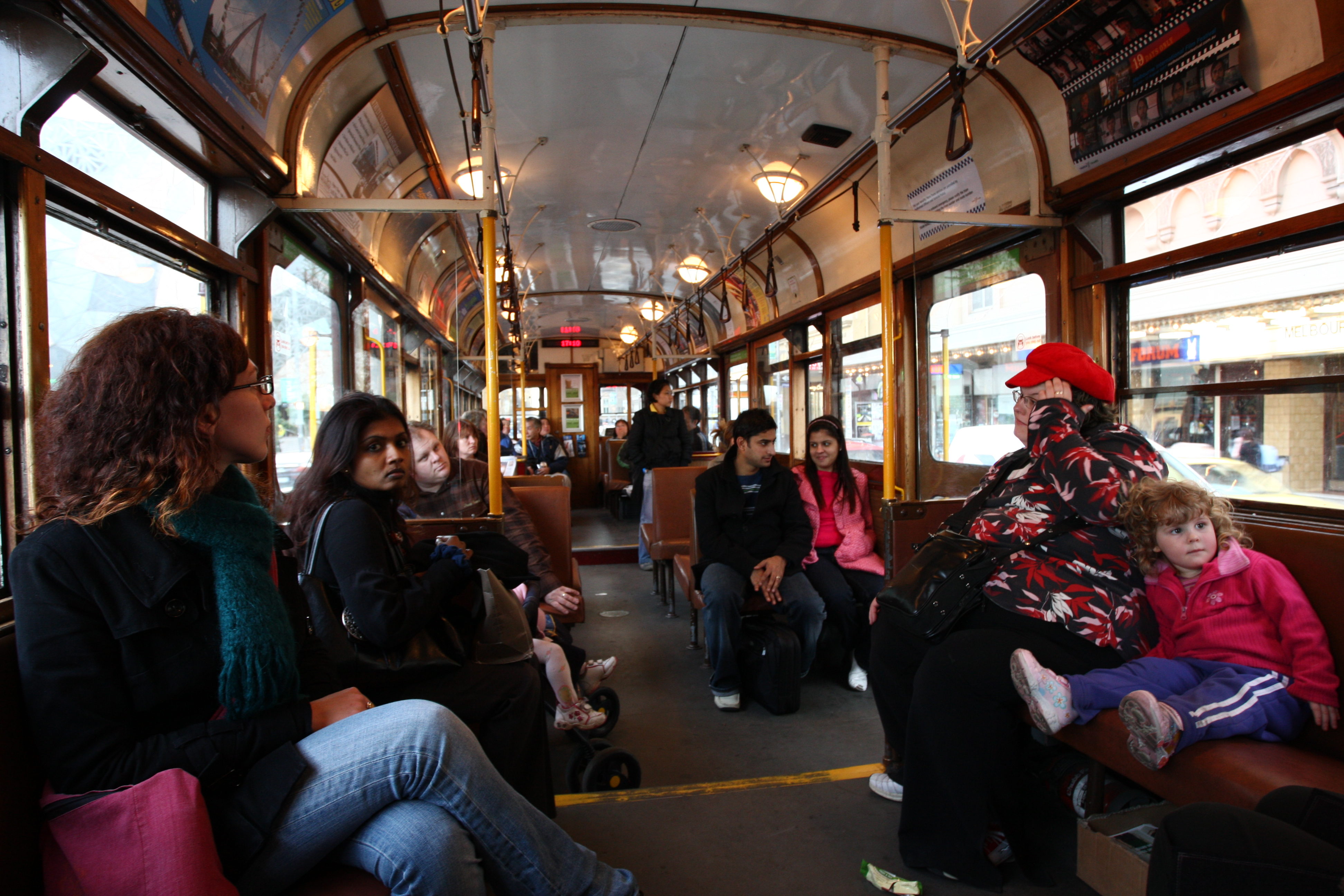

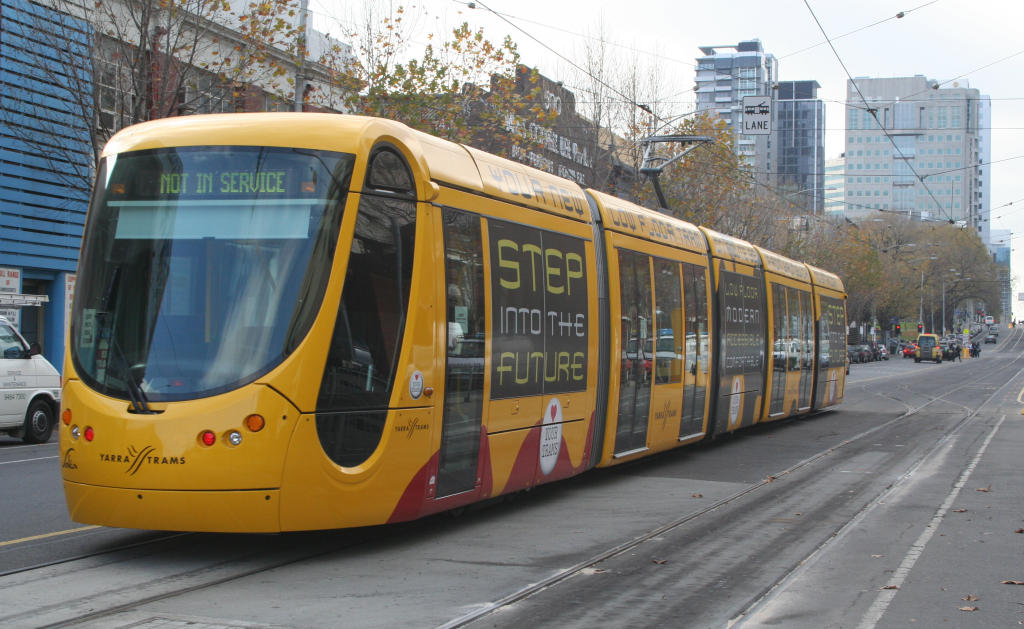

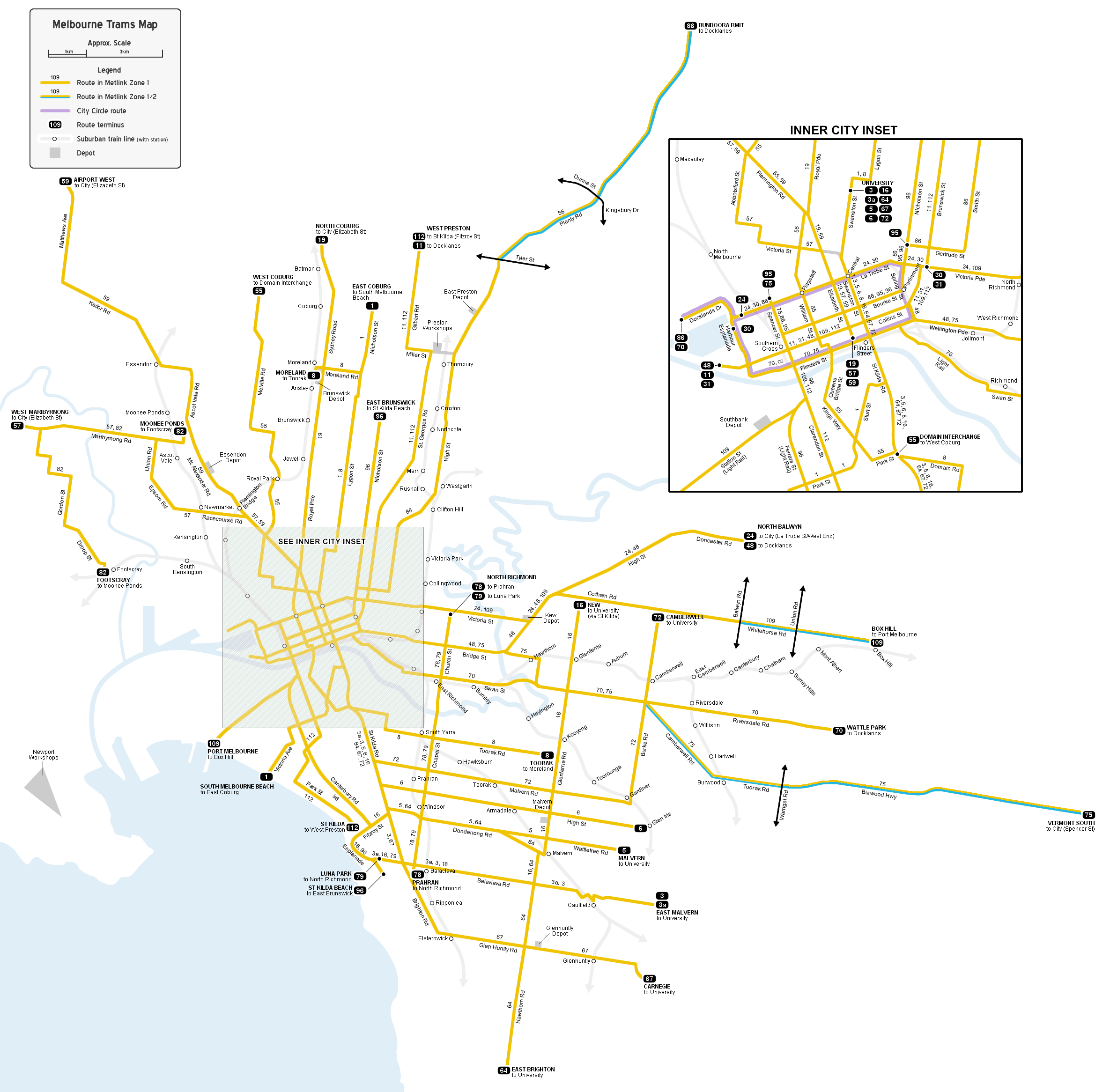
Melbournes spårvägsnät cirka 2008.

Melbournes spårväg består av 250 kilometer dubbelspår, över 475 spårvagnar samt ungefär 1 700 hållplatser i den australiska delstaten Victorias huvudstad Melbourne. Tjänster körs på 25 linjer, varav endast 24 körs samtidigt då linjen 3 endast körs vardagar och ersätts av linjen 3a övriga dagar.
Australiens första elspårväg invigdes i Melbourne 1889 mellan Box Hill och Doncaster.